# Rhizotrogus
Genre
Rhizotrogus est un  genre d’insectes coléoptères de la famille des Scarabaeidae (anciennement des Melolonthidae) et de la sous-famille des Melolonthinae.

## Espèces rencontrées en Europe
Selon Fauna Europaea (26 juin 2015) :
- Rhizotrogus aestivus
- Rhizotrogus alicantinus
- Rhizotrogus almeriensis
- Rhizotrogus angelesae
- Rhizotrogus camerosensis
- Rhizotrogus chevrolati
- Rhizotrogus cicatricosus
- Rhizotrogus coiffaiti
- Rhizotrogus creticus
- Rhizotrogus flavicans
- Rhizotrogus granatensis
- Rhizotrogus iglesiasi
- Rhizotrogus maculicollis
- Rhizotrogus marginipes
- Rhizotrogus mascarauxi
- Rhizotrogus monticola
- Rhizotrogus neglectus
- Rhizotrogus nevadensis
- Rhizotrogus pallidipennis
- Rhizotrogus parvulus
- Rhizotrogus ribbei
- Rhizotrogus romanoi
- Rhizotrogus rosalesi
- Rhizotrogus sassariensis
- Rhizotrogus siculus
- Rhizotrogus subemarginatus
- Rhizotrogus subsinuatus
- Rhizotrogus villiersi